# Reprezentacja Niemieckiej Republiki Demokratycznej w piłce nożnej kobiet
Reprezentacja Niemieckiej Republiki Demokratycznej w piłce nożnej kobiet (niem. DDR-Fußball-Nationalmannschaft der Frauen) – drużyna, która funkcjonowała w czasie istnienia Niemieckiej Republiki Demokratycznej, w latach 1989–1990.
Reprezentacja została założona w 1989 roku, chociaż piłka nożna kobiet rozgrywana od 1968 roku. Reprezentacja NRD w piłce nożnej kobiet rozegrała tylko jeden mecz. 9 maja 1990 roku zawodniczki rywalizowali na stadionie Karla Liebknechta w Poczdamie-Babelsbergu z Czechosłowacją na oczach około 800 widzów i przegrali 0:3. Czechosłowaczki rozegrali już łącznie 183 mecze międzynarodowe, a krótko wcześniej przegrali dopiero z reprezentacją RFN.
3 października 1990 roku nastąpiła likwidacja NRD, gdy powstałe w miejsce NRD landy przystąpiły do RFN tworząc zjednoczone Niemcy.

## Udział w międzynarodowych turniejach
| 1991 | Nie brała udziału | Nie brała udziału |

| 1984 | Nie brała udziału | Nie brała udziału |
| 1987 | Nie brała udziału | Nie brała udziału |
| 1989 | Nie brała udziału | Nie brała udziału |
| 1991 | Nie brała udziału | Nie brała udziału |